# Manin-Mumford-Vermutung
In der Mathematik ist die Manin-Mumford-Vermutung ein von Michel Raynaud bewiesener Lehrsatz der arithmetischen Geometrie, der unabhängig von Juri Manin und David Mumford vermutet worden war.
Er besagt, dass für eine über {\displaystyle \mathbb {C} } definierte abelsche Varietät {\displaystyle A} und eine Kurve {\displaystyle X\subset A} vom Geschlecht mindestens {\displaystyle 2}, es nur endlich viele Torsionspunkte in {\displaystyle X(\mathbb {C} )} gibt. Insbesondere erhält man für die Jacobi-Varietät {\displaystyle Jac(C)} einer algebraischen Kurve {\displaystyle C}, dass im Fall {\displaystyle Jac(C)\not =C} die Kurve {\displaystyle C\subset Jac(C)} nur endlich viele Torsionspunkte (für die Gruppenstruktur der Jacobi-Varietät als abelsche Varietät) enthalten kann. (Das war die ursprüngliche Formulierung der Vermutung.)
Allgemeinere Formen der Manin-Mumford-Vermutung sind die Mordell-Lang-Vermutung und die Bogomolow-Vermutung. Der Beweis der Mordell-Lang-Vermutung benötigte die Manin-Mumford-Vermutung zusammen mit der von Faltings bewiesenen Mordell-Vermutung. Die Bogomolow-Vermutung wurde von Ullmo und Zhang bewiesen.
Neben dem ursprünglichen, Arithmetik über Zahlkörpern benutzenden Beweis Raynauds gab es noch mehrere Beweise, darunter solche, die Modelltheorie (Ehud Hrushovski) und o-Minimalität verwenden. Einen fast nur klassische algebraische Geometrie verwendenden Beweis, der auf dem Beweis von Hrushovski basierte, gaben Richard Pink und Damian Rössler. Sie bewiesen die Manin-Mumford-Vermutung auch für abelsche Varietäten über Körpern endlicher Charakteristik.